# عمار غول
عمار غول أو عمر غول (ولد في 21 فبراير 1961 بعين الدفلى بالجزائر) سياسي جزائري، الأمين العام لحزب تجمع أمل الجزائر. شغل منصب وزير الأشغال العمومية لعدة سنوات في عدد من حكومات الرئيس عبد العزيز بوتفليقة المتعاقبة. كان أحد قياديي حزب حركة مجتمع السلم الذي انشق عليه في سنة 2012 وأسس حزبه الجديد تجمع أمل الجزائر ، آخر منصب وزاري تقلده كان وزير التهيئة العمرانية والسياحة والصناعات التقليدية في حكومة سلال الرابعة.

## السيرة الذاتية
ولد عمار غول في ولاية عين الدفلى. حصل على بكالوريا رياضيات بثانوية خميس مليانة في عام 1980. وفي عام 1986، شغل منصب مهندس دولة في الهندسة المدنية في رويبة (ع ن). وتابع دراسته وحصل على دبلوم الدراسات العليا في الهندسة النووية. في عام 1989، وانتقل إلى فرنسا حيث تخرج في عام 1991 بشهادة الدكتوراه في الهندسة النووية. وفي عام 1998 حصل بوهران على شهادة مهندس دولة في الهندسة الميكانيكية.
سياسيًا، انتخب في عام 2002 و2012 نائبا لحركة مجتمع السلم بالمجلس الشعبي الوطني (الجزائر) لكنه لم يجلس، وطالب في كل مرة بأي منصب حكومي. في عام 2012، استقال من حزب حركة مجتمع السلم لإنشاء حزب تاج TAJ تجمع أمل الجزائر
وكان جزء من الحكومات الأربعة عشر الماضية منصب وزير الثروة السمكية 1999-2002 ومنصب وزير الأشغال العمومية منذ عام 2002 إلى 2013. في 11 سبتمبر 2013، عين عمار غول وزيرا للنقل.
وفي 14\05\2015عين وزيرا للسياحه والصناعات التقليديه والتهييئه العمرانيه.في التعديل الوزاري الاخير

## مناصبه السياسية
- 1999 - 2002: وزير الصيد والموارد الصيدية
- 2002: انتخب عضوا في ولاية عين الدفلى على قائمة MSP
- 2002 - 2013: وزير الأشغال العمومية
- سنة 2012: انتخب عضوا في ولاية الجزائر العاصمة على قائمة التحالف الأخضر
- سنة 2013: وزير النقل

## المتابعة القضائية في قضايا فساد
قد بدأ القضاء الجزائري منذ مايو 2019 استدعاء رجال أعمال وشخصيات كانت تشغل مناصب في أعلى هرم السلطة، للتحقيق معهم والاستماع لشهاداتهم، كما قرّر إيداع بعض منهم السجن على غرار الملياردير يسعد ربراب والإخوة كونيناف، المقربين من الرئيس عبد العزيز بوتفليقة، وكذلك مموّل حملاته الانتخابية، رجل الأعمال الشهير علي حداد، إذ يواجه هؤلاء تهماً تتعلق بالاستفادة من امتيازات وقروض كبيرة دون ضمانات، إلى جانب إجراء تحويلات مالية مشبوهة وتهريب أموال من العملة الصعبة نحو الخارج بطرق غير قانونية.
في 27 ماي 2019، في بيان للنيابة العامة للمحكمة العليا أنه تم إحالة ملف التحقيق الابتدائي من قبل السلطة الضبطية القضائية للدرك الوطني لـ 12 مسؤولا ساميا على مستوى المحكمة العليا.
وتتضمن القائمة كل من الوزير الأول الأسبق، عبد المالك سلال، الوزير الأول السابق أحمد أويحيى، وزير النقل السابق عبد الغني زعلان، وزير النقل الأسبق عمار تو، وزير النقل الأسبق بوجمعة طلعي، وزير المالية الأسبق كريم جودي، ووزير التجارة الأسبق عمارة بن يونس، وزير الفلاحة السابق عبد القادر بوعزقي، وزير النقل السابق عمار غول، وزير الصناعة الأسبق، عبد السلام بوشوارب، والي العاصمة السابق عبد القادر زوخ، والي ولاية البيض خنفار محمد جمال.
و في هذا السياق، تنازل عمار غول الذي يترأس حزب تجمع أمل الجزائر عن حصانته بصفته عضوا في مجلس الأمة بعد مباشرة إجراءات رفع الحصانة.
في 18 جويلية 2019، أمر المستشار المحقق لدى المحكمة العليا، بوضع الوزير الأسبق للأشغال العمومية والنقل، عمار غول، الحبس المؤقت بسجن الحراش، بعد الاستماع لأقواله في قضيتي علي حداد ومحي الدين طحكوت، عندما وجّهت له عدة تهم تتعلق بالفساد، منها منح عمدا للغير امتيازات غير مبررة عند إبرام صفقة مخالفة للأحكام التشريعية والتنظيمية، وتهمة إساءة استغلال الوظيفة عمدا من طرف موظف عمومي، على نحو يخرق القوانين والتنظيمات، تعارض المصالح، الرشوة في مجال إبرام الصفقات العمومية وتبديد أموال عمومية.

## وصلات خارجية
- الموقع الرسمي لتجمع أمل الجزائر  نسخة محفوظة 14 ديسمبر 2017 على موقع واي باك مشين.